# Вальтер Пічманн
Вальтер Пічманн (нім. Walter Pietschmann; 31 липня 1919, Раушвальде — 8 лютого 1944, Атлантичний океан) — німецький офіцер-підводник, оберлейтенант-цур-зее крігсмаріне.

## Біографія
9 жовтня 1937 року вступив на флот. З травня 1940 по квітень 1941 року — ад'ютант і вахтовий офіцер в 17-й флотилії мінних тральщиків. В січні-серпні 1941 року пройшов курс підводника. В січні-серпні 1941 року пройшов курс підводника. З 2 жовтня 19041 року — 1-й вахтовий офіцер на підводному човні U-377. У вересні-жовтні 1942 року пройшов курс командира човна. З 5 листопада 1942 по 14 грудня 1943 року — командир U-712, з 15 грудня 1943 року — U-762. 28 грудня вийшов у свій перший і останній похід. 8 лютого 1944 року U-762 був потоплений в Північній Атлантиці південно-західніше Ірландії (49°02′ пн. ш. 16°58′ зх. д.) глибинними бомбами британських шлюпів «Вудпекер» і «Вайлд Гус». Всі 51 члени екіпажу загинули.

## Звання
- Кандидат в офіцери (9 жовтня 1937)
- Морський кадет (28 червня 1918)
- Фенріх-цур-зее (1 квітня 1939)
- Оберфенріх-цур-зее (1 березня 1940)
- Лейтенант-цур-зее (1 травня 1940)
- Оберлейтенант-цур-зее (1 квітня 1942)